# Žďár u Chodského Újezda
Žďár u Chodského Újezda je přírodní památka ev. č. 2011 západně od obce Chodský Újezd v okrese Tachov. Oblast spravuje Krajský úřad Plzeňského kraje.

## Předmět ochrany
Důvodem ochrany je lesní přirozený mokřad s ostřicovým společenstvem, bohatý výskyt ohroženého prstnatce májového (Dactylorhiza majalis). Z dalších druhů rostlin je na lokalitě významný výskyt kosatce sibiřského (Iris sibirica), prhy arniky (Arnica montana), tolije bahenní (Parnassia palustris), ocúnu jesenního (Colchicum autumnale), vemeníku dvoulistého (Platanthera bifolia), řebříčku obecného (Achillea millefolium) a blatouchu bahenního (Caltha palustris).
Ze živočichů je významný výskyt ještěrky živorodé a skokana hnědého. V nejbližším okolí rezervace hnízdí krkavec velký, sýkora parukářka, ořešník kropenatý a datel černý.

## Dostupnost
Lokalita je přístupná ze silnice Chodský Újezd – Halže. Na okraji plochy se nachází informační panel.